# Storia della filosofia russa
La storia della filosofia russa è fondamentalmente legata, nel suo cammino, allo sviluppo e alle esigenze dettate dalla diffusione del pensiero religioso. A partire dall'inizio della cristianizzazione della Russia (988) fino al XVIII secolo, la soluzione dei problemi filosofici viene affidata alla letteratura ecclesiastica e teologica, e alle credenze pagane poste in relazione con i vangeli apocrifi e con le vite dei santi. Fino al XVII secolo, la Russia non conobbe alcune delle figure basilari nella storia del pensiero occidentale, da Aristotele a Spinoza e Cartesio. La penetrazione del pensiero cattolico passato per la Polonia, e del pensiero protestante arrivato attraverso la Germania, non portarono alla nascita immediata di una filosofia autonoma ma piuttosto favorirono la diffusione di movimenti eretici secondo i canoni della Chiesa ufficiale. Nel XVIII secolo, sotto Pietro il Grande, inizia a sorgere un pensiero laico e indipendente dalla Chiesa.

## Tratti caratteristici
1. Forte predisposizione all'influenza religiosa, specialmente ortodossa e pagana.
2. Le concezioni filosofiche si esprimono attraverso la creazione artistica, la critica letteraria, la pubblicistica e l'arte.
3. Quasi tutti i filosofi non si interessano a problematiche isolate ma a tutto il complesso dei problemi attuali.
4. Ruolo fondamentale giocato dai problemi etici e morali.
5. Ampia divulgazione presso la massa e comprensibilità alla semplicità del popolo.

Secondo L.N. Losskij, i tratti caratteristici della filosofia russa si manifesterebbero, in particolare, nella sofiologia, nella metafisicità, nella religiosità, nel positivismo, nell'intuitivismo e nel realismo ontologico.

## Oggetto della filosofia russa
1. Il problema dell'uomo.
2. Il cosmismo (percezione del cosmo come unico organismo compatto).
3. I problemi di morale e di regole morali.
4. I problemi della scelta storica del cammino della Russia tra Oriente e Occidente (problema specifico della filosofia russa).
5. Il problema del potere.
6. Il problema dello stato.
7. Il problema dell'uguaglianza sociale.
8. Il problema della società perfetta.
9. Il problema del futuro.